# Veřejnoprávní korporace
Veřejnoprávní korporace je korporace, tedy sdružení osob, která je založena na základě zákona a které byla svěřena pravomoc plnit vymezené úkoly ve veřejné správě. Protože je právnickou osobou, v právních vztazích vystupuje jako samostatný subjekt, může vlastnit majetek, uzavírat smlouvy apod. Založena je na členském principu a členové se podílí na její činnosti.
Zvláštností veřejnoprávních korporací je jejich, v souladu se stanoveným účelem plnění jen určitých veřejnoprávních funkcí, omezená subjektivita. Ta je jim vždy podle příslušného zákona přiznána jen v tom rozsahu, v jakém je pro dané funkce potřeba.
Opakem veřejnoprávních korporací jsou obchodní korporace, ale také nestátní neziskové organizace.

## Historie
Rozlišování mezi soukromoprávními a veřejnoprávními korporacemi pochází již z dob římského práva, kde byl jako veřejnoprávní korporace pojímán především samotný římský stát, kromě něj šlo ale také o města a obce. Později se mezi ně začaly počítat i kraje a okresy, také státem uznané náboženské společnosti (vyjma římskokatolické církve) a univerzity.

## Druhy
Podle jejich základu je možné veřejnoprávní korporace dělit na:
- územní – členové takové korporace musí mít bydliště či sídlo na jejím území; typicky jde o kraje či obce, za takovou korporaci lze ale pojímat i stát; městské části a městské obvody v českém právním systému nejsou samostatnými subjekty, ale orgány obce (města).
- osobní – členství je podmíněno určitými vlastnostmi osoby nebo příslušností k určité profesi, takže jde např. o vysoké školy či různé profesní komory (advokátní komora, lékařská komora apod.)
- věcné (reálné) – jde o vlastnictví určité věci nebo o obstarávání společných záležitostí, příkladem může být např. svazek obcí

## Další subjekty veřejné správy
Vedle veřejnoprávních korporací jsou dalšími subjekty veřejné správy:
- stát
- veřejné ústavy a veřejné podniky,
- státní fondy,
- nadace a nadační fondy,
- obecně prospěšné společnosti,
- veřejné výzkumné instituce,
- ostatní subjekty ze zákona nebo ústavy.